# Siphonocladales
Ordre
Taxons de rang inférieur
- Voir le texte

Les Siphonocladales sont un ordre d'algues vertes de la classe des Ulvophyceae.

## Liste des familles

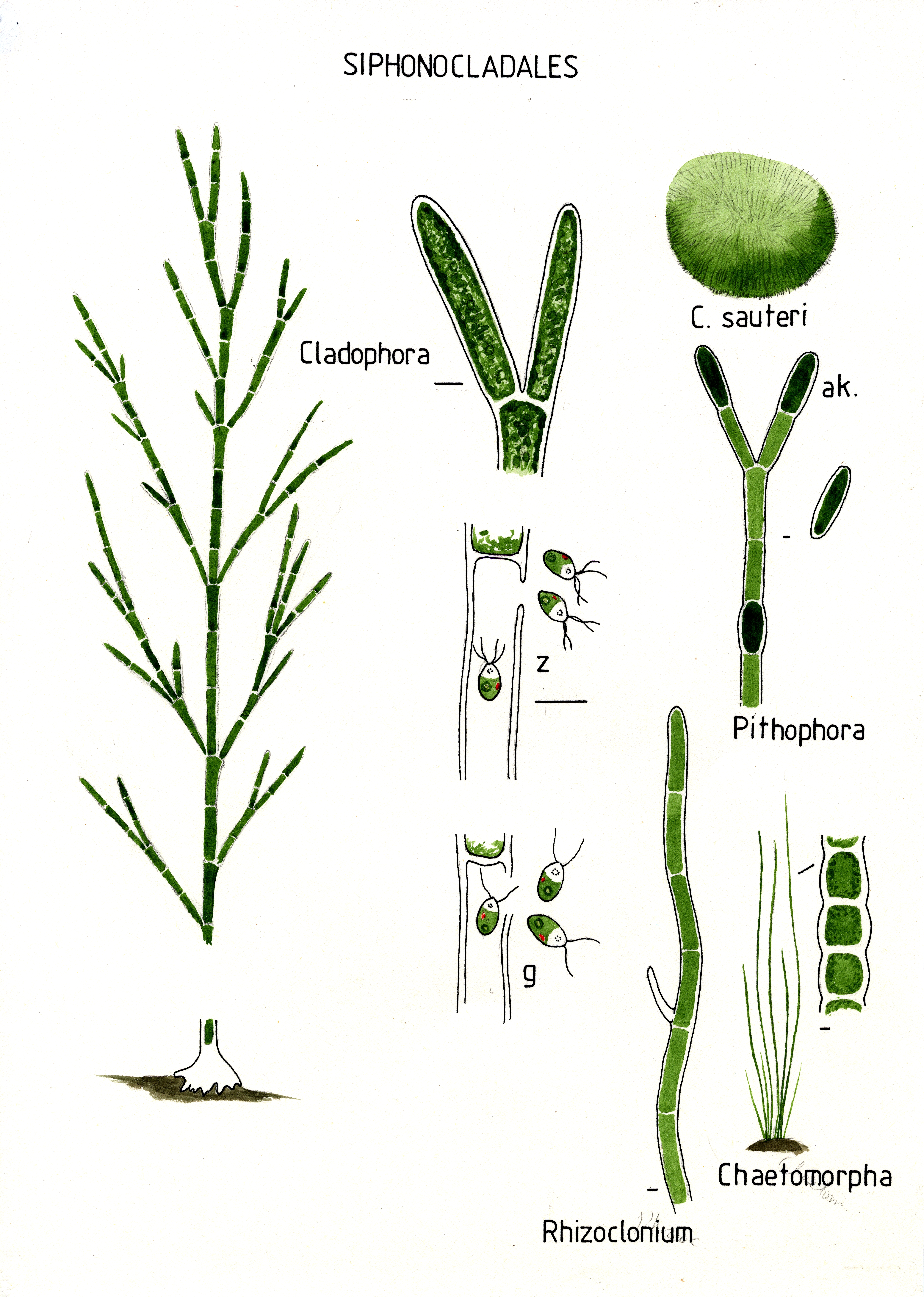
Illustration

Selon AlgaeBase (15 mars 2012) et World Register of Marine Species (15 mars 2012) :
- Boodleaceae
- Siphonocladaceae
- Valoniaceae